# 白合镇 (内江市)
白合镇，是中华人民共和国四川省内江市东兴区下辖的一个乡镇级行政单位。2019年12月，撤销苏家乡，将其所属行政区域划归白合镇管辖。

## 行政区划
白合镇下辖以下地区：
禹王社区、白合村、福台村、曙光村、破马村、塘坊冲村、西燃村、石板田村、交通村、杨林村、板桥村、尤家庙村、道生村、报恩寺村、华山村、龙冲村、幸福村、永康村和金观村。